# Calamoncosis pullitarsis
Calamoncosis pullitarsis är en tvåvingeart som först beskrevs av Doskocil och Chvala 1971.  Calamoncosis pullitarsis ingår i släktet Calamoncosis och familjen fritflugor. Inga underarter finns listade i Catalogue of Life.